# ファンタ☆ピース
ファンタ☆ピース (fanta☆peace) は、ファンタスタープロモーションによって立ち上げられた関西発のアイドルグループである。
2007年1月1日にデビュー。メンバーは、ファンタスタープロモーション大阪支社に所属していた女子中高生タレントで構成されていた。
2008年12月28日をもって活動を停止。同日に大阪アメリカ村の FANJ twice で行われたライブイベント「PONBASHI DAYS vol.14」が、グループ最後の参加イベントとなっている。

## メンバー

### 活動停止時の在籍メンバー
- 千小町（1991年1月29日 - ）
- 美華（1993年10月11日 - ）
- 竹田まい（1990年9月6日 - ） - 瞳と入れ替わりで2007年7月に加入[5]。
- MITSUKI（1995年3月17日 - ） - 2008年1月に加入。
- 真波亜紀[6]（1995年7月26日 - ） - 2008年4月に加入。

### 途中まで在籍していたメンバー
- 瞳はるか（1991年9月22日 - ） - 2007年5月に交通事故に遭い、怪我の治療のために脱退したと大阪日刊スポーツで報じられている[5]。
- 水城さくら（1991年11月8日 - ） - 2007年7月に脱退。
- 城ゆかり（1989年11月30日 - ） - 元リーダー[5]。2007年12月に脱退。

## 出演

### ラジオ番組
- ファンタスター学園（2007年1月から1年間、ラジオ大阪）
- ファンタスターハウス（2008年1月から同年内まで、ラジオ大阪）

### テレビ番組
- ファンタくらぶ（ケーブルウエストコミュニティチャンネル）
- 天使らんまん（毎日放送） - エンディングテーマ「waiting for...」歌唱

### CM
- 週3日制予備校 東京サクセス